# Willi Becker

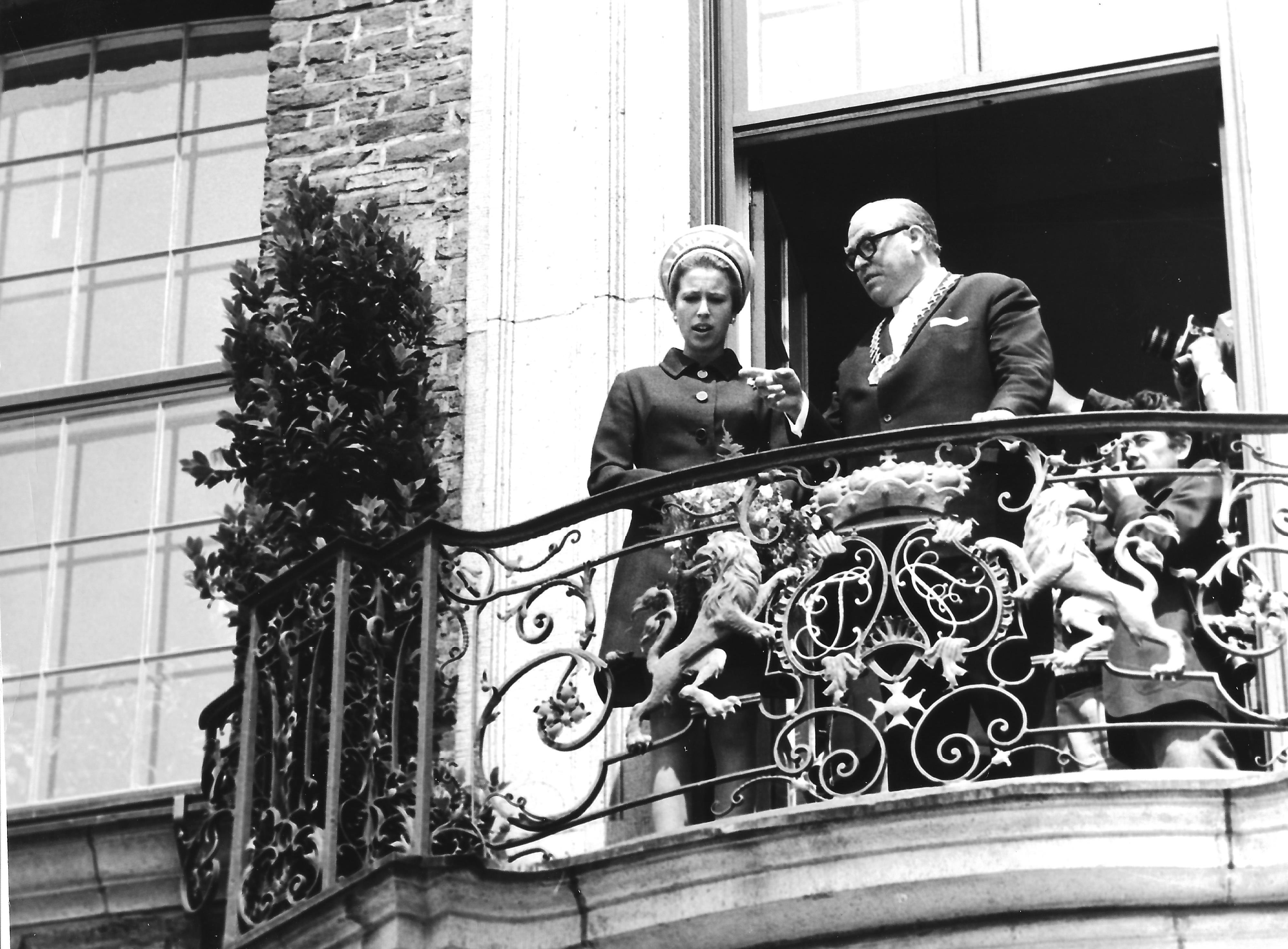
Willi Becker und Prinzessin Anne auf dem Rathausbalkon

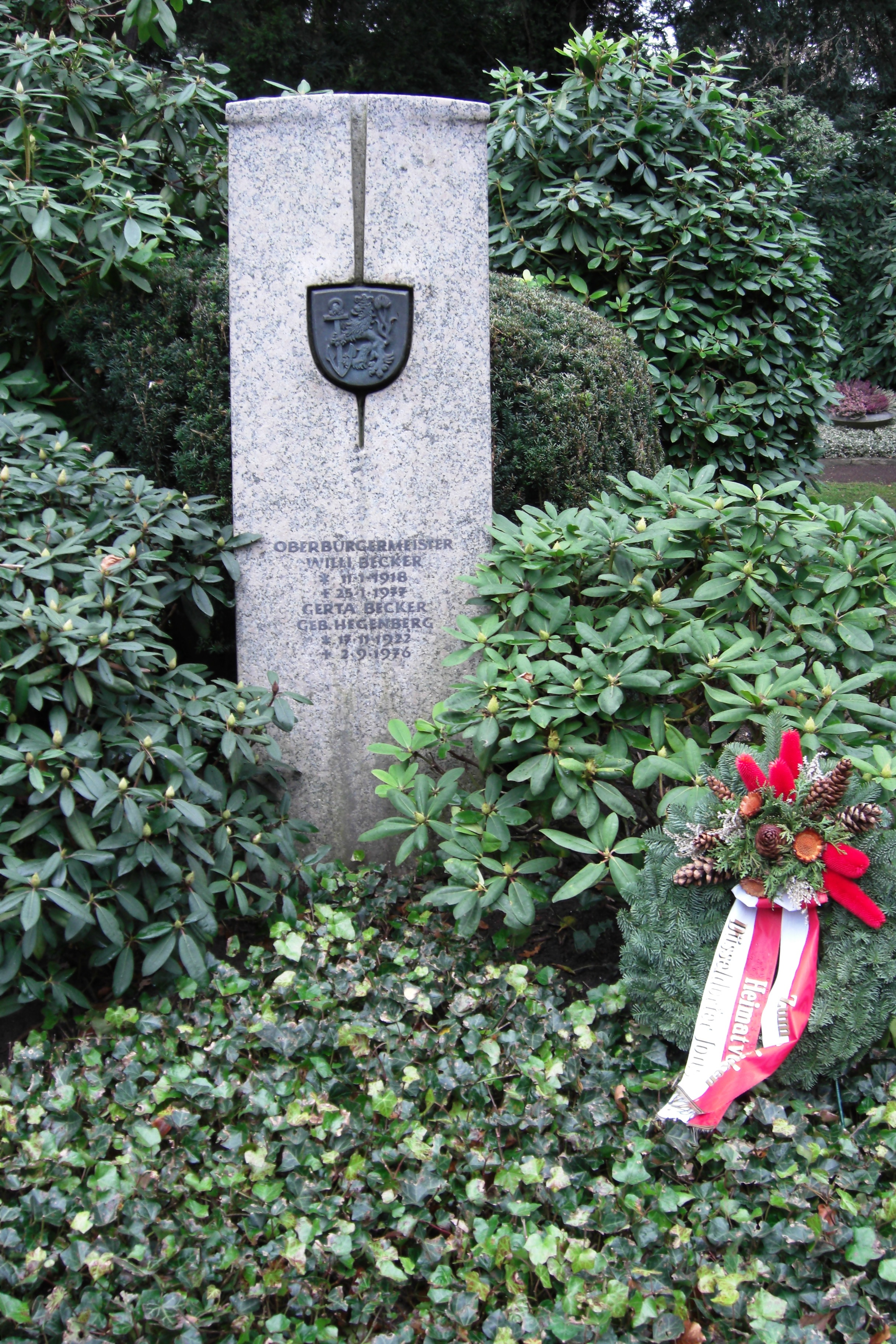
Grab Willi Beckers auf dem Düsseldorfer Nordfriedhof

Willi Becker (* 11. Januar 1918 in Wallmenroth; † 25. Januar 1977 in Düsseldorf) war ein deutscher Politiker der SPD.

## Leben
Nach dem plötzlichen Ableben von Georg Glock als Oberbürgermeister von Düsseldorf im Dezember 1959 wurde Becker im Januar 1960 durch seine Partei zum Nachfolger bestimmt. Bei der nächsten turnusmäßigen Kommunalwahl im März 1961 wurde die CDU wieder stärkste Fraktion im Stadtrat, und Becker übergab das Amt des Oberbürgermeisters an Fritz Vomfelde.
Von März 1961 bis 1964 übte Becker das Amt des Bürgermeisters aus, bevor er im September 1964 erneut zum Oberbürgermeister gewählt wurde. Im Herbst 1974 trat er aus gesundheitlichen Gründen von diesem Amt zurück. Von 1966 bis 1970 war Becker zudem Mitglied des Nordrhein-Westfälischen Landtags.
Am 25. Januar 1977 setzte Willi Becker aufgrund einer schweren Erkrankung seinem Leben selbst ein Ende.

## Auszeichnungen und Ehrungen
- 1973: Bundesverdienstkreuz 1. Klasse
- 1973: Großes Silbernes Ehrenzeichen mit dem Stern für Verdienste um die Republik Österreich[1]
- Nach Willi Becker ist die Willi-Becker-Allee auf der Rückseite des Düsseldorfer Hauptbahnhofes benannt.